# 王珣章
王珣章（1951年7月—），男，汉族，海南琼山人，生于印度尼西亚，归国华侨，中华人民共和国政治人物。研究生学历。博士学位（英国牛津大学病毒学专业）。曾任致公党中央副主席、中山大学校长、生命科学学院教授。

## 生平
1968年12月参加工作。1994年后，任中山大学生命科学学院院长。1996年9月加入致公党。1995年后，任中山大学校长、九届全国政协委员、致公党中央副主席、广东省委会主委，省政协副主席等職務。